# Mistrovství Rakouska ve sportovním lezení
Mistrovství Rakouska ve sportovním lezení (německy: Österreichische Staatsmeisterschaften im Klettern, ÖSTM) jsou národní mistrovství ve sportovním lezení, pořádané Rakouskou federací sportovního lezení - Österreichischer Wettkletterverband ÖWK), která je pořádá od roku 2005 (od jejího osamostatnění od Rakouského Alpenverainu).
Závodí se v lezení na obtížnost, v lezení na rychlost a v boulderingu, což je ve výsledcích dle angličtiny: lead, speed, boulder; německé termíny pro tyto disciplíny jsou: schwierigkeitsklettern / vorstieg, speedklettern / geschwindigkeitsklettern / vertikalsprint a bouldern). Mistrovství v jednotlivých disciplínách probíhala jak ve stejných městech současně, tak i zvlášť v jiných městech.
V roce 2017 se závodilo také v kombinaci (poté co bylo oznámeno že na prvních LOH se budou medaile jen za kombinaci, v tomto roce se konala také první juniorská mistrovství světa a Evropy v kombinaci).
Kromě těchto státních mistrovství probíhají v Rakousku každoročně mistrovství ve většině spolkových zemí (Korutany, Dolní Rakousy, Horní Rakousy, Salcbursko, Štýrsko, Tyrolsko, Vorarlbersko, Vídeň).

## Výsledky mistrovství

### Obtížnost
|          | Rok   | Místo                 | Muži              | Muži                            | Muži                | Ženy           | Ženy                              | Ženy               |
| 1. místo | Rok   | Místo                 | 2. místo          | 3. místo                        | 1. místo            | 2. místo       | 3. místo                          |                    |
| -------- | ----- | --------------------- | ----------------- | ------------------------------- | ------------------- | -------------- | --------------------------------- | ------------------ |
|          | -2004 |                       | ?                 | ?                               | ?                   | ?              | ?                                 | ?                  |
|          |       |                       |                   |                                 |                     |                |                                   |                    |
|          | 2005  | Großraming            | Kilian Fischhuber | Thomas Neyer                    | Reinhard Fichtinger | Angela Eiter   | Barbara Bacher                    | Gerda Raffetseder  |
|          | 2006  | Štýrský Hradec        | David Lama        | Jürgen Reis                     | Roland Wagner       | Angela Eiter   | Barbara Bacher                    | Katharina Saurwein |
|          | 2007  | Dornbirn              | David Lama        | Mario Lechner Kilian Fischhuber | —                   | Angela Eiter   | Bettina Schöpf Katharina Saurwein | —                  |
|          | 2008  | Großraming            | Thomas Neyer      | Kilian Fischhuber               | David Lama          | Johanna Ernst  | Angela Eiter Barbara Bacher       | —                  |
|          | 2009  | Štýrský Hradec        | David Lama        | Jakob Schubert                  | Mario Lechner       | Johanna Ernst  | Christine Schranz                 | Barbara Bacher     |
|          | 2010  | Vöcklabruck           | Max Rudigier      | Thomas Neyer                    | Mario Lechner       | Angela Eiter   | Katharina Posch                   | Christine Schranz  |
|          | 2011  | Imst                  | Jakob Schubert    | Mario Lechner                   | Lukas Köb           | Angela Eiter   | Johanna Ernst                     | Katharina Posch    |
|          | 2012  | Štýrský Hradec        | Jakob Schubert    | Mario Lechner                   | Bernhard Röck       | Johanna Ernst  | Angela Eiter                      | Jessica Pilz       |
|          | 2013  | Mitterdorf im Mürztal | Jakob Schubert    | Lukas Köb                       | Georg Parma         | Magdalena Röck | Jessica Pilz                      | Katharina Posch    |
|          | 2014  | Dornbirn              | Jakob Schubert    | Mario Lechner                   | Georg Parma         | Magdalena Röck | Katharina Posch                   | Jessica Pilz       |
|          |       |                       |                   |                                 |                     |                |                                   |                    |
|          | 2015  | Wolfsberg             | Georg Parma       | Max Rudigier                    | Matthias Schiestl   | Jessica Pilz   | Katharina Posch                   | Magdalena Röck     |
|          | 2016  | Dornbirn              | Jakob Schubert    | Max Rudigier                    | Bernhard Röck       | Jessica Pilz   | Magdalena Röck                    | Katharina Posch    |
|          | 2017  | Innsbruck             | Jakob Schubert    | Max Rudigier                    | Georg Parma         | Jessica Pilz   | Katharina Posch                   | Christine Schranz  |

### Rychlost
|          | Rok   | Místo                 | Muži                 | Muži             | Muži               | Ženy                | Ženy             | Ženy                   |
| 1. místo | Rok   | Místo                 | 2. místo             | 3. místo         | 1. místo           | 2. místo            | 3. místo         |                        |
| -------- | ----- | --------------------- | -------------------- | ---------------- | ------------------ | ------------------- | ---------------- | ---------------------- |
|          | -2004 |                       | ?                    | ?                | ?                  | ?                   | ?                | ?                      |
|          |       |                       |                      |                  |                    |                     |                  |                        |
|          | 2005  | Imst                  | Mark Amann           | Andreas Knabl    | Martin Breitwieser | Stefanie Kofler     | Sabine Knabl     | Regina Knabl           |
|          | 2006  | Štýrský Hradec        | Mark Amann           | Jan Haiko        | Roland Wagner      | Stefanie Kofler     | Martina Harnisch | Katharina Saurwein     |
|          | 2007  | Dornbirn              | Mark Amann           | Jan Haiko        | Lukas Köb          | Stefanie Pichler    | Stefanie Kofler  | Pia Meschik            |
|          | 2008  | Großraming            | Mark Amann           | Mario Lechner    | Max Rudigier       | Stefanie Pichler    | Stefanie Kofler  | Pia Meschik            |
|          | 2009  | Štýrský Hradec        | Mark Amann           | Jan Haiko        | Max Rudigier       | Stefanie Pichler    | Pia Meschik      | Madeleine Eppensteiner |
|          | 2010  | Vöcklabruck           | Mark Amann           | Max Rudigier     | Peter Putz         | Barbara Bacher      | Alexandra Elmer  | Katharina Bacher       |
|          | 2011  | Imst                  | Mark Amann           | Laurenz Rudigier | Fabian Leu         | Jacqueline Sabutsch | Barbara Bacher   | Yvonne Valtan          |
|          | 2012  | Imst                  | Thomas Lach          | Mark Amann       | Fabian Leu         | Stefanie Pichler    | Alexandra Elmer  | Nina Lach              |
|          | 2013  | Mitterdorf im Mürztal | Mark Amann           | Thomas Lach      | Matthias Erber     | Stefanie Pichler    | Nina Lach        | Alexandra Elmer        |
|          | 2014  | Dornbirn              | Andreas Aufschnaiter | Matthias Erber   | Thomas Lach        | Alexandra Elmer     | Nina Lach        | Lena Engstler          |
|          |       |                       |                      |                  |                    |                     |                  |                        |
|          | 2015  | Gaflenz               | Lukas Knapp          | Matthias Erber   | Laurin Meusburger  | Alexandra Elmer     | Nina Lach        | Stefanie Pichler       |
|          | 2016  | Gaflenz               | Lukas Knapp          | Matthias Erber   | Thomas Lach        | Nina Lach           | Laura Stöckler   | Jessica Pilz           |
|          | 2017  | Innsbruck             | Andreas Aufschnaiter | Matthias Erber   | Tobias Plangger    | Alexandra Elmer     | Laura Lammer     | Nina Lach              |

### Bouldering
|          | Rok   | Místo                 | Muži              | Muži                 | Muži                | Ženy               | Ženy               | Ženy               |
| 1. místo | Rok   | Místo                 | 2. místo          | 3. místo             | 1. místo            | 2. místo           | 3. místo           |                    |
| -------- | ----- | --------------------- | ----------------- | -------------------- | ------------------- | ------------------ | ------------------ | ------------------ |
|          | -2004 |                       | ?                 | ?                    | ?                   | ?                  | ?                  | ?                  |
|          |       |                       |                   |                      |                     |                    |                    |                    |
|          | 2005  | Hall in Tirol         | Kilian Fischhuber | Heiko Wilhelm        | Martin Hammerer     | Anna Stöhr         | Barbara Bacher     | Martina Harnisch   |
|          | 2006  | Innsbruck             | Kilian Fischhuber | Lukas Ennemoser      | Roland Wagner       | Anna Stöhr         | Barbara Bacher     | Katharina Saurwein |
|          | 2007  | Waidhofen an der Ybbs | David Lama        | Kilian Fischhuber    | Kornelius Obleitner | Barbara Bacher     | Katharina Saurwein | Franziska Saurwein |
|          | 2008  | Innsbruck             | Kilian Fischhuber | Tobias Haller        | Emanuel Moosburger  | Anna Stöhr         | Johanna Ernst      | Katharina Saurwein |
|          | 2009  | Mayrhofen             | Mario Lechner     | Lukas Ennemoser      | Jakob Schubert      | Barbara Bacher     | Sabine Bacher      | Martina Harnisch   |
|          | 2010  | Reith im Alpbachtal   | Kilian Fischhuber | Jakob Schubert       | Mario Lechner       | Anna Stöhr         | Katharina Saurwein | Katharina Posch    |
|          | 2011  | Zwettl                | Lukas Ennemoser   | Kilian Fischhuber    | Max Rudigier        | Anna Stöhr         | Katharina Saurwein | Sabine Bacher      |
|          | 2012  | Kitzbühel             | Kilian Fischhuber | Christian Feistmantl | Lukas Ennemoser     | Katharina Saurwein | Katharina Posch    | Sabine Bacher      |
|          | 2013  | Innsbruck             | Kilian Fischhuber | Jakob Schubert       | Lukas Ennemoser     | Anna Stöhr         | Jessica Pilz       | Katharina Saurwein |
|          | 2014  | Längenfeld            | Kilian Fischhuber | Jakob Schubert       | Lukas Ennemoser     | Katharina Saurwein | Franziska Sterrer  | Jessica Pilz       |
|          |       |                       |                   |                      |                     |                    |                    |                    |
|          | 2015  | Zwettl                | Lukas Ennemoser   | Alfons Dornauer      | Kilian Fischhuber   | Jessica Pilz       | Franziska Sterrer  | Anna Vollenwyder   |
|          | 2016  | Štýrský Hradec        | Lukas Ennemoser   | Georg Parma          | Max Rudigier        | Anna Stöhr         | Jessica Pilz       | Franziska Sterrer  |
|          | 2017  | Waidhofen an der Ybbs | Kilian Fischhuber | Alfons Dornauer      | Georg Parma         | Anna Stöhr         | Berit Schwaiger    | Katharina Saurwein |

### Kombinace
|          | Rok  | Místo     | Muži           | Muži         | Muži        | Ženy         | Ženy           | Ženy            |
| 1. místo | Rok  | Místo     | 2. místo       | 3. místo     | 1. místo    | 2. místo     | 3. místo       |                 |
| -------- | ---- | --------- | -------------- | ------------ | ----------- | ------------ | -------------- | --------------- |
|          | 2017 | Innsbruck | Jakob Schubert | Elias Weiler | Georg Parma | Laura Lammer | Celina Schoibl | Katharina Posch |

## Nejúspěšnější medailisté

### Muži
| Jméno             | Celkem      | Zlato | Stříbro                                                                                      | Bronz | Disciplíny           | Období              |
| ----------------- | ----------- | --- | -------------------------------------------------------------------------------------------- | ----- | -------------------- | ------------------- |
| Kilian Fischhuber | 1/2/0 7/3/1 | Zlatá medaile · Zlatá medaile · Zlatá medaile · Zlatá medaile · Zlatá medaile · Zlatá medaile · Zlatá medaile · Zlatá medaile | Stříbrná medaile · Stříbrná medaile · Stříbrná medaile · Stříbrná medaile · Stříbrná medaile | - ·   | obtížnost bouldering | 2005-2008 2005-2017 |

### Ženy
| Jméno      | Celkem | Zlato | Stříbro | Bronz | Disciplíny | Období    |
| ---------- | ------ | --- | ------- | ----- | ---------- | --------- |
| Anna Stöhr | 8/0/0  | Zlatá medaile · Zlatá medaile · Zlatá medaile · Zlatá medaile · Zlatá medaile · Zlatá medaile · Zlatá medaile · Zlatá medaile |         |       | bouldering | 2005-2017 |